# Jo Sung-jin
Đây là một tên người Triều Tiên, họ là Jo.
Jo Sung-jin hay Cho Sung-jin (tiếng Hàn Quốc: 조성진; sinh ngày 14 tháng 12 năm 1990) là một hậu vệ bóng đá Hàn Quốc thi đấu cho Suwon Samsung Bluewings.

## Sự nghiệp
Sau khi tốt nghiệp từ Trường Trung học Công nghệ Sinh học Yuseong, anh gia nhập Roasso Kumamoto ngày 25 tháng 3 năm 2009. Anh ghi bàn thắng đầu tiên với Shonan Bellmare ngày 3 tháng 6 năm 2009.

## Thống kê câu lạc bộ
Tính đến 22 tháng 1 năm 2013
| Thành tích câu lạc bộ | Thành tích câu lạc bộ | Thành tích câu lạc bộ | Giải vô địch | Giải vô địch | Cúp                   | Cúp                   | Cúp Liên đoàn | Cúp Liên đoàn | Tổng cộng | Tổng cộng |
| Mùa giải              | Câu lạc bộ            | Giải vô địch          | Số trận      | Bàn thắng    | Số trận               | Bàn thắng             | Số trận       | Bàn thắng     | Số trận   | Bàn thắng |
| Nhật Bản              | Nhật Bản              | Nhật Bản              | Giải vô địch | Giải vô địch | Cúp Hoàng đế Nhật Bản | Cúp Hoàng đế Nhật Bản | Cúp Liên đoàn | Cúp Liên đoàn | Tổng cộng | Tổng cộng |
| --------------------- | --------------------- | --------------------- | ------------ | ------------ | --------------------- | --------------------- | ------------- | ------------- | --------- | --------- |
| 2009                  | Roasso Kumamoto       | J2 League             | 26           | 1            | 0                     | 0                     | -             | -             | 26        | 1         |
| 2010                  | Roasso Kumamoto       | J2 League             | 8            | 0            | 1                     | 0                     | -             | -             | 9         | 0         |
| 2011                  | Roasso Kumamoto       | J2 League             | 18           | 0            | 0                     | 0                     | -             | -             | 18        | 0         |
| 2012                  | Kamatamare Sanuki     | Football League       | 30           | 2            | 3                     | 0                     | -             | -             | 33        | 2         |
| 2013                  | Consadole Sapporo     | J2 League             |              |              |                       |                       | -             | -             |           |           |
| Tổng cộng sự nghiệp   | Tổng cộng sự nghiệp   | Tổng cộng sự nghiệp   | 82           | 3            | 4                     | 0                     | -             | -             | 86        | 3         |